# 다카쓰키시역
다카쓰키시역(일본어: 高槻市駅, たかつきしえき)은 일본 오사카부 다카쓰키시에 있는 한큐 전철 교토 본선의 역이다. 역 번호는 HK-72이다.

## 역사
오사카와 교토의 중간에 위치한 다카쓰키 시는 전쟁 후부터 시가지의 개발이 진행하는 인구가 급증, 이 때문에 혼잡 시간대의 혼잡을 완화할 필요가 있는 역으로 고가화되었다. 1980년에는 아침, 저녁에만 가동하는 정기권 전용 개찰구를 설치하는 등 임시 대책을 강구해왔으며 이듬해부터 연속 입체 교차 사업이 진행되면서 1994년에 고가화 공사가 완료되었다.
- 1928년
  - 1월 16일: 신케이한 철도 아와지 ~ 다카쓰키초 역(현, 다카쓰키시 역)간 연장 개통과 동시에 다카쓰키초 역(たかつきまちえき)으로 영업 개시.
  - 11월 1일: 신케이한 철도가 교토사이인 역(현, 사이인 역)까지 연장 개통으로 중간역이 됨.
- 1930년 9월 15일: 게이한 전기철도의 합병에 따라, 게이한 전기철도 신케이한 선의 역이 됨.
- 1943년
  - 1월 1일: 다카쓰키 정의 시제 제도 시행에 따라 다카쓰키시역으로 역명 변경.
  - 10월 1일: 회사 합병으로 인하여 게이한신 급행전철(현, 한큐 전철)의 역이 됨.
- 1949년 12월 1일: 신케이한 선이 교토 본선으로 노선명이 변경되어 본 역도 교토 본선의 역이 됨.
- 1969년 12월 6일: 오사카 시영 지하철 사카이스지 선 개통에 맞추어 당역까지 상호 직통 운전 개시. (가와라마치역까지 직통하는 사카이스지 급행은 1979년 3월 5일부터 운행 개시)
- 1981년 3월: "한큐 교토 선 다카쓰키시 역 주변 연속 입체 교차 사업"에 근거하여 고가화 공사 착공. 고가화 공사 중에는 교내 입환선이 사용 불능 상태가 되기 때문에 교토 방향(마루다이 식품 공장 뒤쪽 근처)에 다카쓰키히가시 신호장(인상선, 회차용)이 설치됨.
- 1989년 4월: 하행선 고가화.
- 1993년 10월: 상행선 고가화.(2번 선은 동년 2월 21일 다이아 개정으로 사용 개시)
- 1994년 3월 31일: "한큐 교토 선 다카쓰키시 역 주변 연속 입체 교차 사업" 준공.
- 1997년 3월 2일: 전 영업 열차 정차역이 됨.
- 2011년 5월 14일: 토, 휴일에 당역을 통과하는 쾌속 특급의 운행을 시작하고 전 열차 정차는 평일 열차 운행 표시만 됨.

## 역 구조
대피가 가능한 섬식 승강장 2면 4선의 고가역이다.
승강장은 3층에 있고 개찰구와 대합실은 2층에 1개소만 존재한다. 각 층을 연결하는 엘리베이터와 상하행 에스컬레이터가 정비되어 있으므로, 상하 이동은 비교적 용이하다.
자동 개찰기는 도시바제에서 PiTaPa 등의 IC승차권 전용 소프트웨어가 2대 있다. 주요 역에 안내 카운터(과거 "서비스 센터")나 정기권 매장도 설치되어 있다.
가와라마치 방향에 인상선이 있어 당역에서 보통 열차가 회차하는데 주로 사용된다.

### 승강장
| 번호 | 노선        | 방향 | 행선                                                               |
| ---- | ----------- | ---- | ------------------------------------------------------------------ |
| 1・2 | ■ 교토 본선 | 상행 | 가쓰라・아라시야마・가라스마・교토 방면                            |
| 3・4 | ■ 교토 본선 | 하행 | 오사카 (우메다)・아와지・덴가차야・기타센리・고베・다카라즈카 방면 |

※ 안쪽 2선(2,3번 선)이 주로 본선, 외측 2선(1,4번 선)이 대피선이다.

## 정차하는 열차
토, 휴일만 운행되는 "쾌속특급"을 제외하고 전 정기 열차가 정차한다. 운행 다이어의 경계로 설정되어 있어, 우메다 방면의 절반 정도의 열차는 당역에서 회차한다.
"보통"은 주간 시간대에 모든 우메다 발착편 및 지하철 사카이스지 선 간의 상호 직통 운전에 따라 덴가차야 발착편의 거의 모두(예외는 평일 저녁의 가와라마치 행 1편성과 토, 휴일의 가와라마치 행 3편성만)가 회차된다.
많은 보통 열차가 당역에서 회차를 커버하기 때문에 "준급"은 당역에서 가와라마치 방향의 각 역에 정차한다. 또한, 덴가차야 발착편으로 가와라마치 방면으로 직통하는 열차는 모두 "사카이스지 준급"이다.
2008년 가을부터 운행되고 있는 성수기의 아라시야마 방면 임시 직통 열차는 당역에 정차하지 않는다. 영업 열차에서 당역을 통과하는 열차의 설정은 1997년 이후이다.
낮 시간대의 상행(교토 방면) 특급은 당역에 정차하는 보통 열차이고, 준급 모두 완급 접속한다. 한편, 하행(오사카 방면) 특급은 당역 시발의 하행 보통 "편접속"을 할 뿐, 준급과 완급 접속은 이바라키시 역에서 실시한다.

## 역 주변
JR 다카쓰키역 주변이 재개발로 인한 대형 상업 시설이 집적되어 있는 것과 비교하면 본 역 주변에는 고가화의 전후를 통해서 뚜렷한 재개발 사업이 아니기 때문에 대형 상업 시설이 존재하지 않고 소규모 상점과 음식점이 들어서 "사철 역"의 모습을 보여주고 있다.
1층 대합실(동서 자유 통로)과 우메다 방향의 고가시타 광장, 기타구치 역전 분수 광장은 매년 골든위크에 개최된다. "다카쓰키 재즈 스트리트" 연주회장이다.
- 서일본여객철도(JR 서일본) 도카이도 본선(JR 교토 선) 다카쓰키역
  - 거리로 약 700m 정도 떨어져 있다(도보 9분 정도).
- 오사카 의과 대학・오사카 의과 대학 부속 병원
- 오사카 약과 대학 부속 약국
- 간사이 대학 다카쓰키 뮤즈 캠퍼스
  - 간사이 대학 초・중・고등부
- 다카쓰키 중・고등학교
- 다카쓰키 시청
- 다카쓰키 시립 중앙 도서관
- 다카쓰키 시 소방 본부・주오 소방서
- 다카쓰키 경찰서
- 다카쓰키 시 보건소
- 다카쓰키 성터 공원
- 다카쓰키 역전 우체국
  - 유초 은행 다카쓰키점
- 다카쓰키 우체국
- 다카쓰키 성북 우체국
- 다카쓰키 시립 역사관
- 오로라 몰(세이부 다카쓰키점)
- 그린 플라자(마쓰자카야 다카쓰키점)
- 다카쓰키 알렉스 시네마
- 오사카 외환상선
  - 국도 제170호선
  - 국도 제171호선
- 오사카 부도 79호 후시미야나기타니타카쓰키 선

## 사진

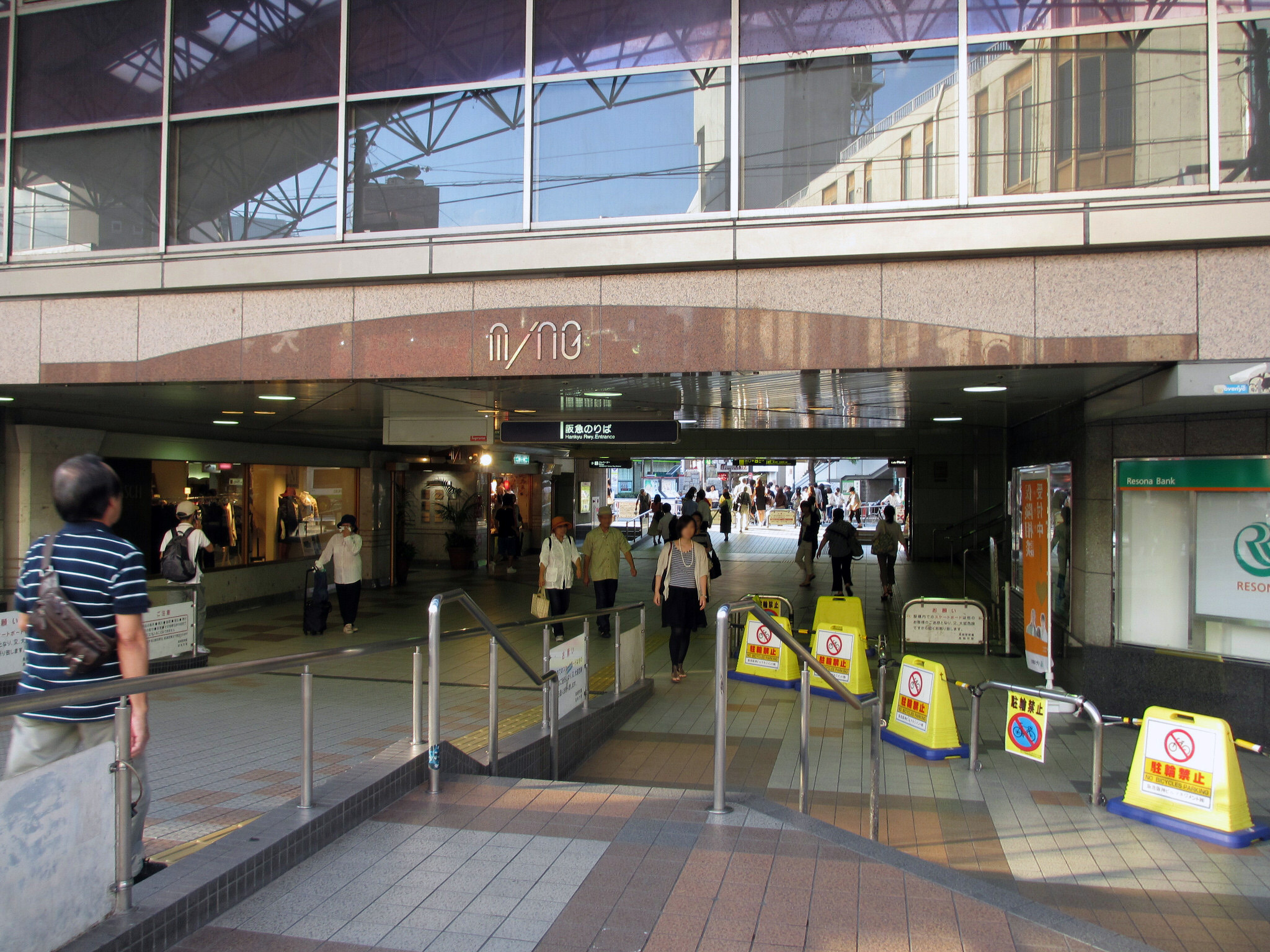
역사 "Ming"
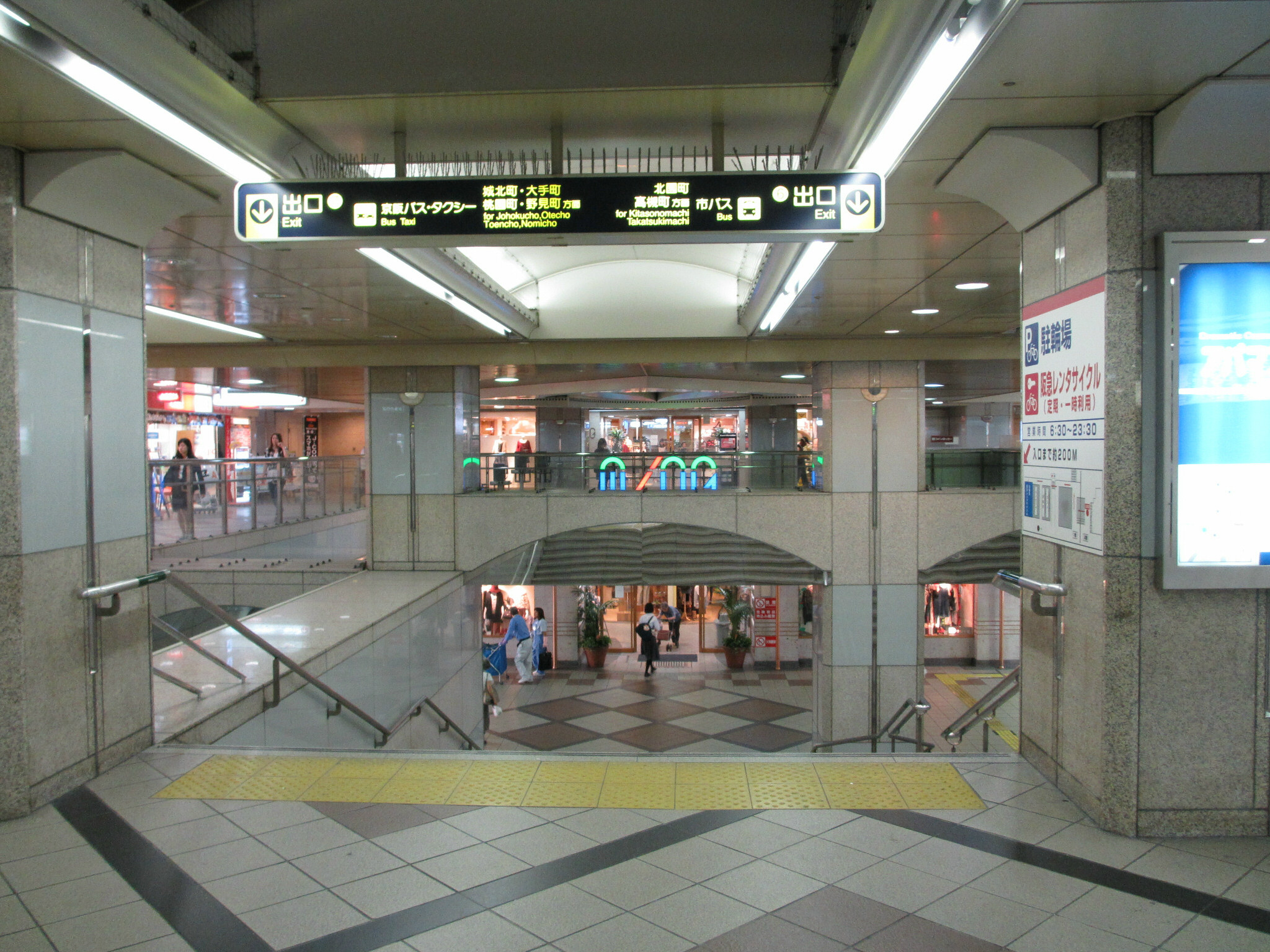
"Ming" 내부
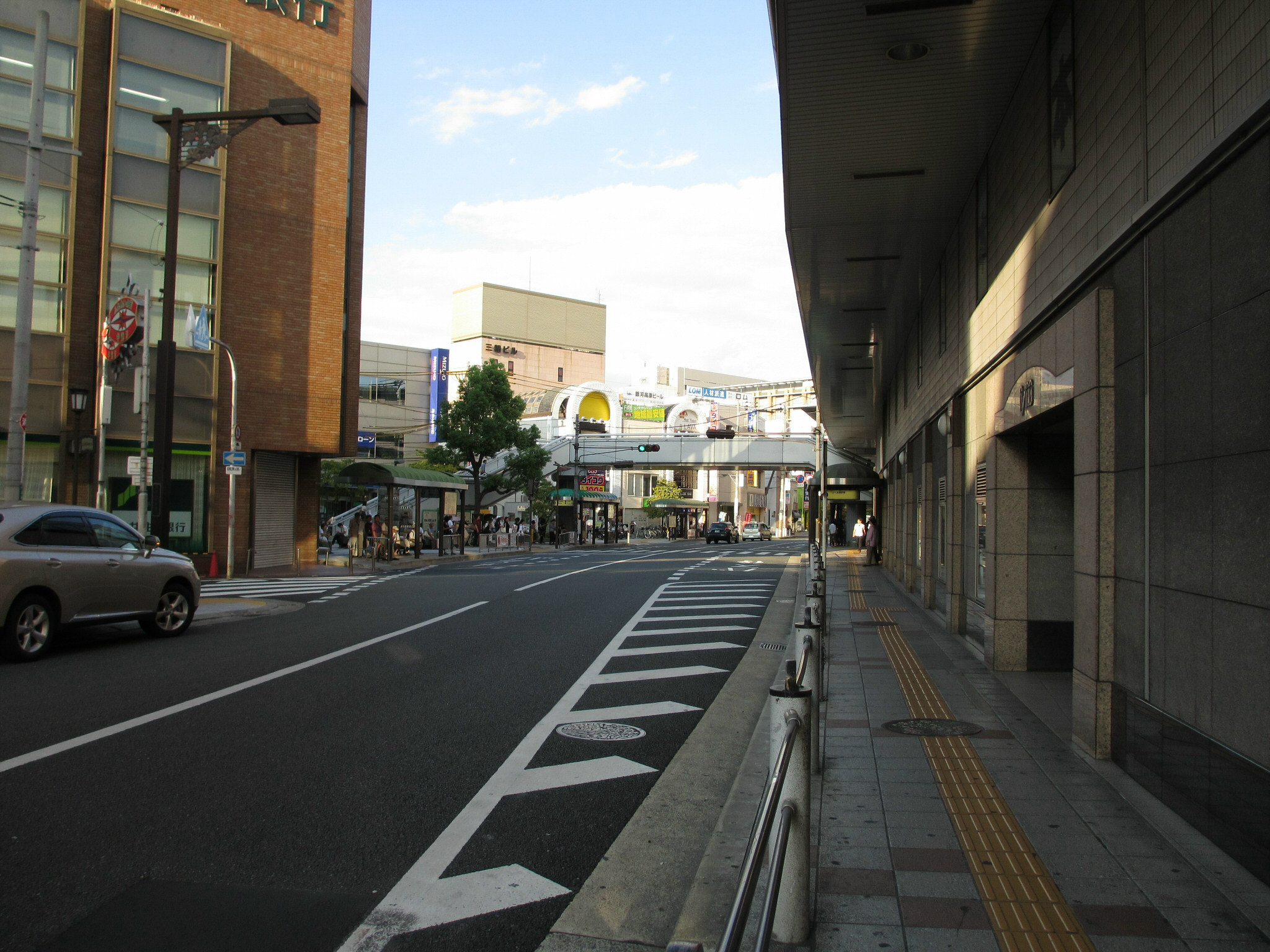
역전 버스 정류장
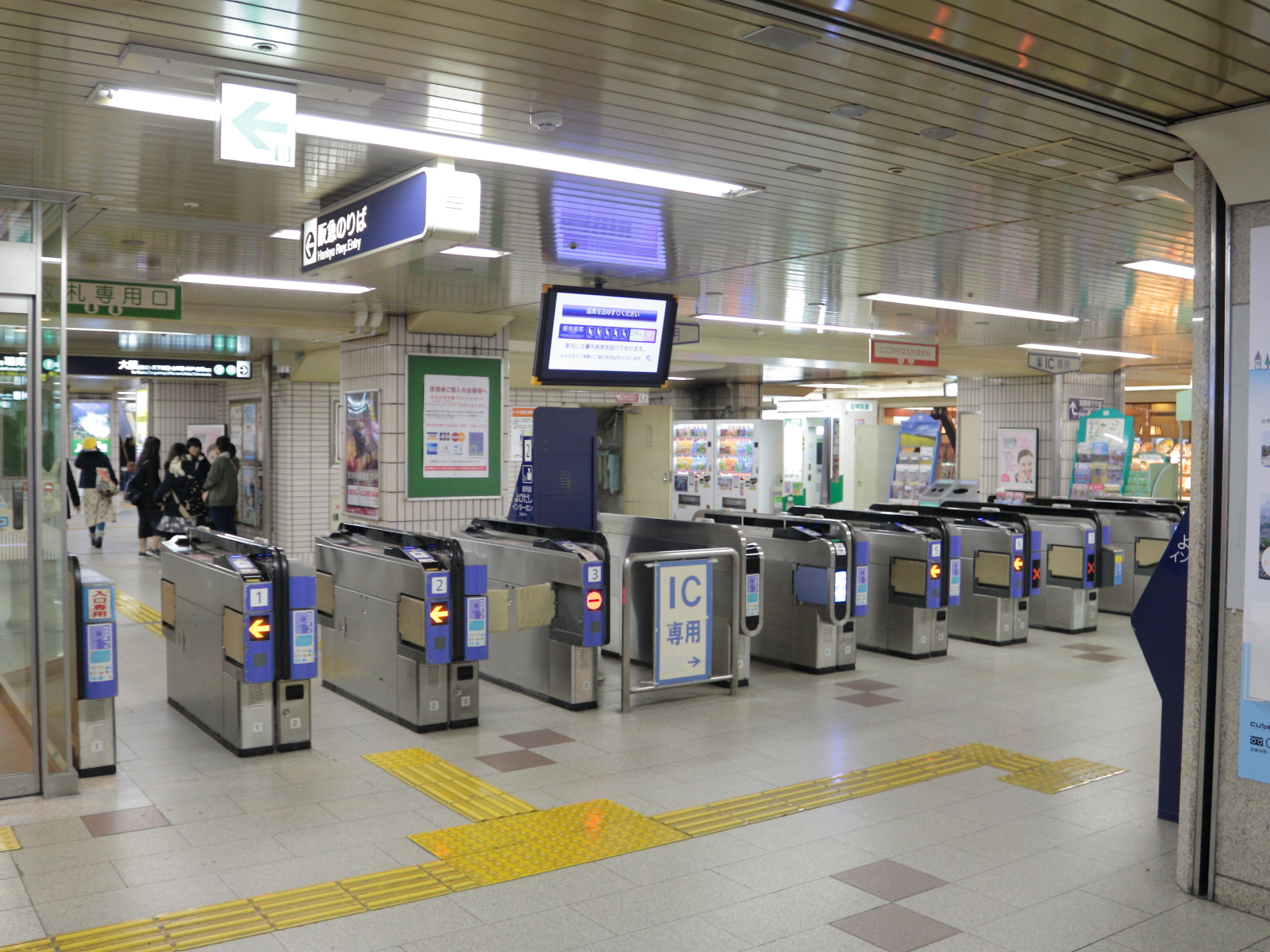
개찰구
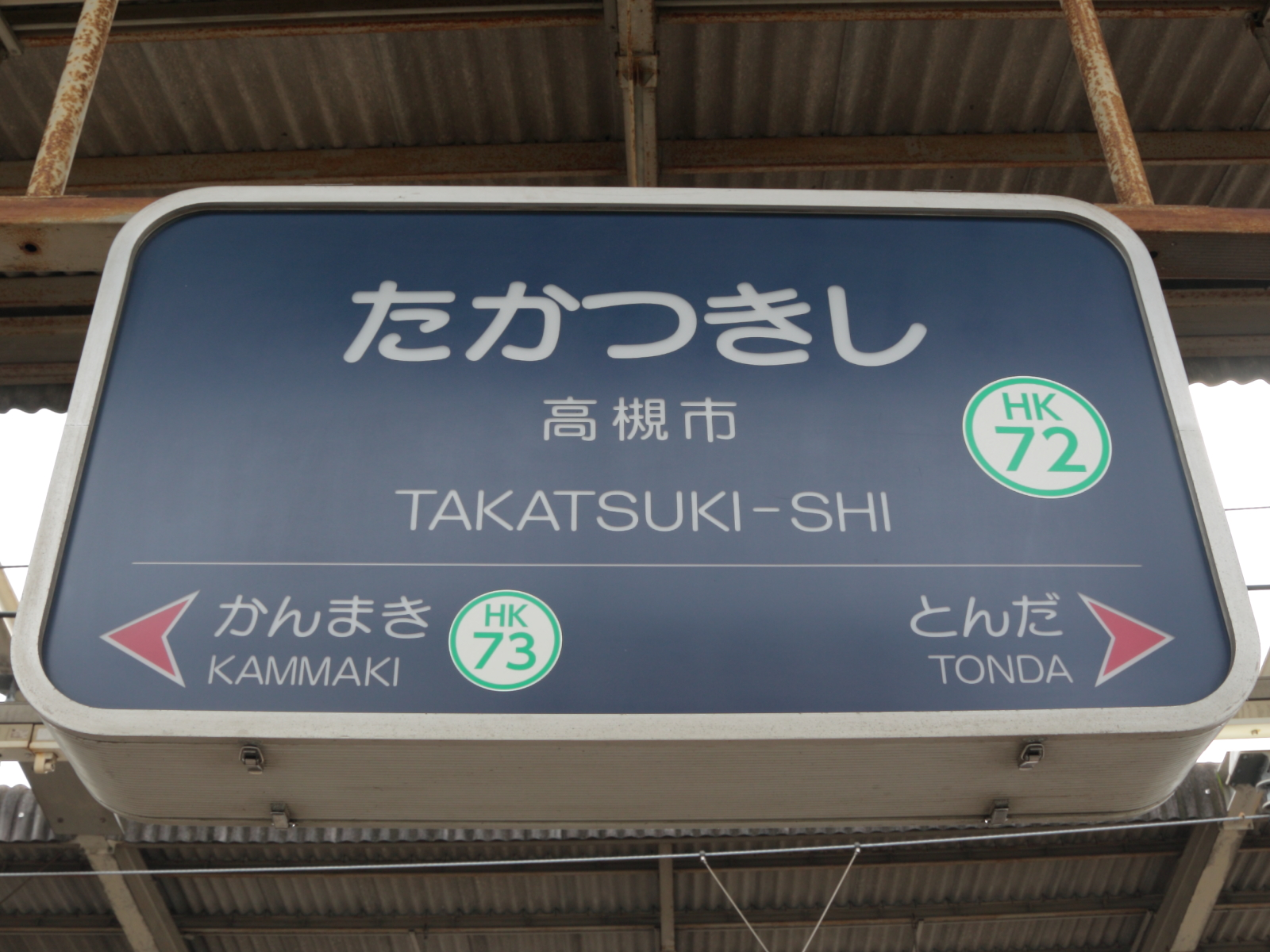
역명판

## 인접역
| 한큐 전철 ■ 교토 본선        | 한큐 전철 ■ 교토 본선                       | 한큐 전철 ■ 교토 본선              |
| ---------------------------- | ------------------------------------------- | ---------------------------------- |
| HK-69 이바라키시 우메다 방면 | ■ 특급 ■ 통근특급 ■ 쾌속급행 ■ 쾌속         | 나가오카텐진 HK-77 가와라마치 방면 |
| HK-69 이바라키시 우메다 방면 | ■ 준급(당역에서 가미마키 방향으로 각역정차) | 간마키 HK-73 가와라마치 방면       |
| HK-71 돈다 우메다 방면       | ■ 보통                                      | 간마키 HK-73 가와라마치 방면       |